# Resolven
Resolven (en anglais) ou Resolfen (en gallois) est un village et une communauté du borough de comté de Neath Port Talbot, au pays de Galles. Il est situé dans la vallée de la Neath (en), à une douzaine de kilomètres au nord-est de la ville de Neath.

## Démographie
Au recensement de 2011, la communauté de Resolven, qui comprend aussi les villages d'Abergarwed (en) et Ynysarwed, comptait 2 316 habitants.